# Kaghsi
Kaghsi (in armeno Քաղսի?) è un comune dell'Armenia di 2 285 abitanti (2009) della provincia di Kotayk'.